# Asimina peninsularis
Asimina peninsularis är en kirimojaväxtart som beskrevs av Delaney. Asimina peninsularis ingår i släktet Asimina och familjen kirimojaväxter. Inga underarter finns listade i Catalogue of Life.